# Comte AC-1
Comte AC-1 là một loại máy bay tiêm kích của Thụy Sĩ trong thập niên 1920, do Flugzeugbau A. Comte chế tạo.

## Quốc gia sử dụng
Thụy Sĩ
- Swiss Fliegertruppe

## Tính năng kỹ chiến thuật (AC-1)
Đặc điểm tổng quát
- Kíp lái: 1
- Chiều dài: 23 ft 4¾ in (7,13 m)
- Sải cánh: 39 ft 4½ in (12 m)
- Chiều cao: 10 ft 2¾ in (3,12 m)
- Diện tích cánh: 258,34 ft² (24 m²)
- Trọng lượng rỗng: 2.028 lb (920 kg)
- Trọng lượng cất cánh tối đa: 2.910 lb (1320 kg)
- Động cơ: 1 × Gnome et Rhône Bristol Jupiter IX, 420 hp (313 kw)

 Hiệu suất bay 
- Vận tốc cực đại: 152 mph (245 km/h)
- Tầm bay: 280 dặm (450 km)